# Sveta Neđelja
Sveta Neđelja ist eine kleine Insel im Adriatischen Meer und gehört zur montenegrinischen Gemeinde Budva. 
Sie befindet sich genau vor Petrovac. Auf ihr befindet sich eine kleine Kirche gleichen Namens. Zusammen mit ihrer kleinen Nachbarinsel Katič stellt sie eine Attraktion für Taucher dar.